# Curdin Perl
Curdin Perl (Samedan, 15 novembre 1984) è un ex fondista svizzero.

## Biografia
In Coppa del Mondo ha esordito il 19 marzo 2005 a Falun (46°) e ha ottenuto l'unica vittoria, nonché unico podio, il 19 dicembre 2010 a La Clusaz.
In carriera ha preso parte a due edizioni dei Giochi olimpici invernali, Vancouver 2010 (17° nella 15 km, 20° nell'inseguimento, 10° nella staffetta) e Soči 2014 (22° nella 15 km, 12° nella 50 km, 26º nello skiathlon, 7° nella staffetta), e a cinque dei Campionati mondiali (4° nella staffetta a Lahti 2017 il miglior risultato).

## Palmarès

### Mondiali juniores
- 1 medaglia:
  - 1 argento (30 km a Stryn 2004)

### Coppa del Mondo
- Miglior piazzamento in classifica generale: 14º nel 2011
- 1 podio (a squadre):
  - 1 vittoria

#### Coppa del Mondo - vittorie
| Data             | Località  | Nazione | Spec.                                                   |
| ---------------- | --------- | ------- | ------------------------------------------------------- |
| 19 dicembre 2010 | La Clusaz | Francia | 4x10 km (con Toni Livers, Dario Cologna e Remo Fischer) |

#### Coppa del Mondo - competizioni intermedie
- 1 podio di tappa:
  - 1 terzo posto

### Marathon Cup
- Miglior piazzamento in classifica generale: 27º nel 2012
- 1 podio:
  - 1 secondo posto